# Alberto Marson
Alberto Marson (Casa Branca, São Paulo; 24 de febrero de 1925-São José dos Campos, São Paulo; 25 de abril de 2018) fue un jugador de baloncesto brasileño. Fue medalla de bronce con Brasil en los Juegos Olímpicos de Londres 1948.
Falleció el 25 de abril de 2018 debido a una insuficiencia respiratoria, derivada de una infección pulmonar.